# Raoul Savoy
Raoul Savoy (Sainte-Croix, 18 de maio de 1973) é um treinador de futebol suíço. Atualmente, comanda a Seleção da República Centro-Africana.

## Carreira
Sem experiência como jogador, Savoy treinou, na maior parte da carreira, clubes do futebol africano. Estreou na função em 2002, no Tonnerre Yaoundé, passando também por equipes de Argélia (MC Oran e MC El Eulma) e Marrocos (COD Meknès, SCC Mohammédia, IR Tanger e MC Oujda), além de comandar 2 clubes de seu país, o Neuchâtel Xamax (2011-12) e o FC Sion (2013-14).
Treinou ainda as seleções da Etiópia (2006-07), Suazilândia (2007-08), Gâmbia (2015) e República Centro-Africana (primeira passagem entre 2014 e 2015 e a segunda, desde 2017).
É fluente em 5 idiomas: inglês, italiano, francês, alemão e espanhol, e também entende o árabe depois de seus trabalhos no futebol do norte africano.